# Schönfeld (Schernfeld)
Schönfeld ist ein Ortsteil der Gemeinde Schernfeld im oberbayerischen Landkreis Eichstätt.

## Lage
Das Pfarrdorf liegt nördlich bzw. östlich des Altmühltals auf der Hochfläche der Südlichen Frankenalb im Naturpark Altmühltal an der Grenze zum Landkreis Weißenburg-Gunzenhausen. Von den Staatsstraßen 2230 (im Altmühltal) und 2387 (Dollnstein – Bieswang) führen Verbindungsstraßen zu dem Ort. Nach Schönau führt eine weitere Verbindungsstraße.

## Geschichte
In der Ortsflur wurden germanische Gefäße gefunden, die sich in den Sammlungen des Historischen Vereins Eichstätt befinden.
Schönfeld („Schönnevelt“) wurde vermutlich im 12. Jahrhundert von Dollnstein aus als Waldhufendorf angelegt. Die erste urkundliche Erwähnung stammt von 1309, als in einem Vergleich mit Graf Ludvick von Oetingen (Haus Oettingen) das Dorf Bischof Philipp zugesprochen wird. 1381 ist der Ort im Besitz des Klosters Monheim. Im frühen 15. Jahrhundert sind die Grafen von Heideck die Dorfherren. 1440 fällt der Ort unter Bischof Albrecht wieder an das Hochstift Eichstätt. Eine um 1530 gepflanzte Dorflinde an der Pfarrkirche wurde 1948 gefällt. 1552 erlitt das Dorf schwere Schäden durch die Hessen unter Kurfürst Moritz von Sachsen. 1795 wütete eine große Viehseuche im Dorf; man gelobte eine alljährliche Wallfahrt zum heiligen Wendelin nach Ammerfeld, die bis heute am Sonntag nach Kirchweih durchgeführt wird.
Mit der Säkularisation 1802 wurde das Dorf für kurze Zeit bayerisch, bis es von 1803 bis 1805 dem Großherzog Erzherzog Ferdinand von Toskana gehörte. Danach war Schönfeld eine Gemeinde des Altmühlkreises, ab 1833 des Regenkreises und ab 1837 des Kreises Mittelfranken. 1862 kam das Dorf zum Bezirksamt und späteren Landkreis Eichstätt. Am 1. Januar 1971 verlor der Ort seine gemeindliche Eigenständigkeit und schloss sich Schernfeld an, mit dem Schönfeld im Zuge der bayerischen Gebietsreform am 1. Juli 1972 in den Regierungsbezirk Oberbayern kam. 1970 bis 1980 wurde eine Flurbereinigung durchgeführt. 1983 gab es im Ort bei 316 Einwohnern zwölf landwirtschaftliche Vollerwerbs- und elf Nebenerwerbsbetriebe. Schönfeld erhielt im Wettbewerb „Unser Dorf soll schöner werden“ auf Landes- und Bundesebene mehrmals Preise.

## Katholische Pfarrkirche St. Ägidius

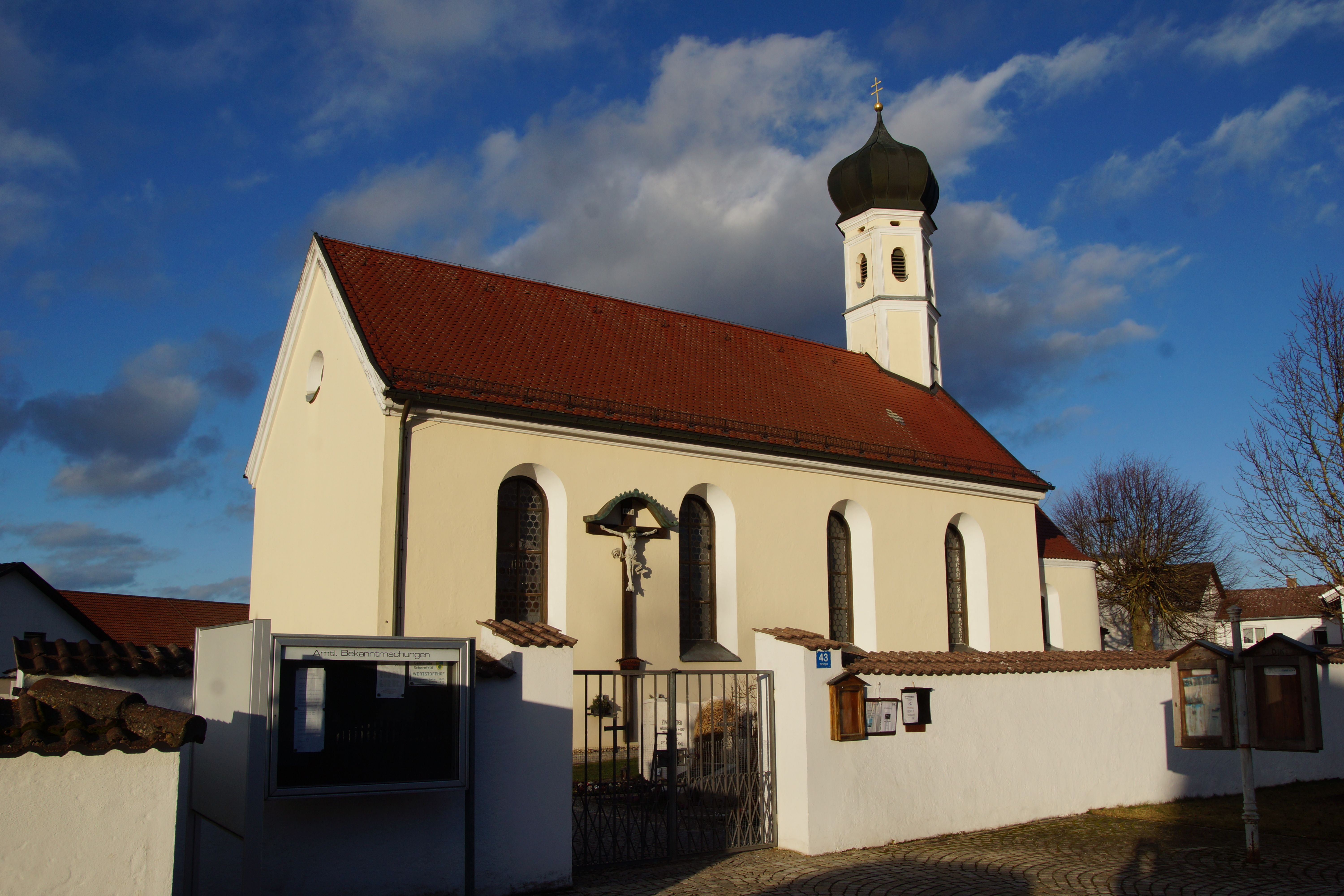
St. Ägidius – Schönfeld

Die Pfarrkirche war wohl, wie das Patrozinium nahelegt, ursprünglich eine Jagdkapelle der Fürstbischöfe von Eichstätt. Schönfeld gehörte zunächst als Filiale zur Pfarrei Dollnstein, wurde aber 1491 vom Dollnsteiner Pfarrer Georg Dörnlein als eigene Pfarrei gestiftet. Dörnlein starb 1492 und liegt im Chor der Schönfelder Kirche begraben (dort Grabstein). 1602 wird berichtet, dass es in Schönfeld eine „Kapelle ohne Turm“ gibt. Von der heutigen Kirche auf dem Dorfanger stammen der Chor und der sechseckige Dachreiter mit gedrückter Kuppel aus dem späten 17. Jahrhundert. 1726 erhielt die Kirche einen neuen Choraltar, geschaffen von Jakob Meisler von Dollnstein, wobei das alte Altarblatt wiederverwendet wurde. 1738 kamen statt der alten Seitenaltäre mit dem Wappen der Reichsmarschälle von Pappenheim neue, von Meisler hergestellte, in die Kirche, die heute nicht mehr vorhanden sind. Anfang des 19. Jahrhunderts erhielt man Paramente aus dem säkularisierten Kloster Notre Dame in Eichstätt. 1860 verlängerte man das Kirchenschiff; das barocke Innere wurde nunmehr neuromanisch umgestaltet. Das Deckengemälde von 1893 stellt die Himmelfahrt Christi dar. Die neuromanische Einrichtung wurde bei der Renovierung von 1967/68 entfernt. Über dem Altarraum befindet sich eine Rosenkranzmadonna mit spätgotischer Marienfigur von 1470/80 und barockem Kranz. Diverse Heiligenplastiken schmücken den Kirchenraum. – 1778 errichtete der fürstbischöfliche Baudirektor Maurizio Pedetti einen neuen stattlichen Pfarrhof, der in jüngster Zeit renoviert wurde. – Die Pfarrei wird vom Pfarrer von Schernfeld mitversorgt und gehört zum Bistum Eichstätt. 1998 feierte man das 500-jährige Bestehen der Pfarrei Schönfeld.

### Orgel
Die Orgel wurde 1860/1861 von dem Nürnberger Augustin Ferdinand Bittner gebaut. Sie hat ein Manual und ein Pedal, fünf Register und verfügt über mechanische Traktur.
| Manual C-c³  |    |
| Gedeckt      | 8′ |
| Principal    | 4′ |
| Flöte        | 4′ |
| Oktav        | 2′ |
| Supper Octav | 1′ |

| Pedal C-f0 |    |
| Violenbass | 8′ |

## Sonstiges
- In der Schönfelder Flur gibt es eine Tropfsteinhöhle, die Schönfelder Höhle, die rund 200 Meter lang ist. Sie liegt etwa einen Kilometer südwestlich von Ochsenhart in einem alten Steinbruchgebiet und ist seit 1994 versperrt. Gaußkoordinaten 2870862;5431481 ▼
- In Schönfeld gibt es einen 1996 sanierten Dorfweiher („Hüll“), bei dem eine Figur des heiligen Johannes von Nepomuk aus dem 18. Jahrhundert steht.
- An der Kirche steht ein modernes Kriegerehrenmal.

## Vereine (Auswahl)
- Freiwillige Feuerwehr Schönfeld, gegründet 1879
- Egidius-Schützen Schönfeld, gegründet 1969, seit 1989 Sparte der DJK Schönfeld
- Katholischer Arbeiterverein, gegründet 1900
- Obst- und Gartenbauverein Schönfeld
- DJK Schönfeld, gegründet 1989[4]